# 鹿悆
鹿 悆（ろく よ、生没年不詳）は、中国の南北朝時代の北朝の軍人。字は永吉。本貫は済陰郡乗氏県。

## 経歴
鹿生の子として生まれた。兵書・陰陽・仏教の学問を好んだ。北魏の彭城王元勰に召し出だされて、その館客となった。はじめ元勰の子の真定公元子直の下で国中尉をつとめた。母が死去したため、職を去って喪に服した。喪が明けると、そのまま任を終えた。元子直が梁州に下向すると、鹿悆はこれに従った。
武城県公元子攸が御史中尉となると、鹿悆は殿中侍御史を兼ね、臨淮王元彧の軍を監督した。ときに南朝梁の豫章王蕭綜が徐州に拠っていたが、蕭綜はひそかに元彧と連絡し、北魏への帰順を求めていた。蕭綜が南朝梁の武帝の子であったことから、北魏の人々はみなこれを信じなかった。元彧は蕭綜のもとに赴いてその虚実を確認するための人員を求めると、鹿悆はこれに志願して彭城に赴いた。鹿悆は蕭綜と面会して内応の意を確認し、実際に蕭綜は北魏に降った。
鹿悆は功績により定陶県開国子に封じられ、員外散騎常侍の位を受けた。まもなく彭城王元劭の下で青州府長兼司馬をつとめ、ほどなく長兼を解かれた。広川県の劉鈞と東清河県の房須が反乱を起こすと、元劭は鹿悆に州軍を監督させ、この反乱を討たせた。鹿悆は商山で戦って勝利した。527年（孝昌3年）、南朝梁の将軍の彭群と王弁が7万の兵を率いて琅邪を包囲した。これに対する北魏の対応は鈍く、春から秋にかけて青州と南青州の兵は鄖城にとどまって、進軍しなかった。ようやく元劭が鹿悆を、南青州刺史の胡平が長史の劉仁之を派遣して、諸将を監督させると、南朝梁の軍の陣営に赴いてこれを撃破し、2000人あまりを斬首した。永安年間、鹿悆は入朝して左将軍・給事黄門侍郎となり、爵位を侯に進めた。
530年（永安3年）、東徐州の城民の呂文欣が刺史の元大賓を殺害して反乱を起こした。鹿悆は使持節・散騎常侍・安東将軍に任じられ、六州大使となり、行台の樊子鵠とともに呂文欣を討って、これを撃破した。凱旋すると、鎮東将軍・金紫光禄大夫の位を受けた。まもなく使持節・兼尚書左僕射・東南道三徐行台となった。東郡に到着すると、爾朱仲遠が西兗州を陥落させて滑台に向かったため、鹿悆は都督の賀抜勝らとともに爾朱仲遠を阻んだ。これに敗れて、鹿悆は洛陽に帰った。
普泰年間、征東将軍の号を加えられ、衛将軍・右光禄大夫・兼度支尚書・河北五州和糴大使に転じた。東魏の天平年間、梁州刺史に任じられた。537年、滎陽の鄭栄業・鄭偉らが西魏につき、梁州の州城を包囲した。鹿悆は守ることができず、ついに城ごと降伏した。鄭栄業により関中に連行された。鹿悆の晩年については知られていない。

## 逸話・人物
- かつて鹿悆が徐州を訪れたとき、馬が病気にかかったため、船に乗せて大梁までやってきた。夜眠っていると、従者が岸に上がって藁4束を盗んでその馬に食わせた。船が数里行って、鹿悆が目覚め、藁の出所を問い質すと、従者は盗んだことを告白した。鹿悆は激怒し、船を停めて岸に上がり、藁を取ったところに赴き、固織りの絹織物3丈を藁束の下に置いて返した。
- 鹿悆は五言詩を賦した。「嶧山万丈樹、雕鏤作琵琶、由此材高遠、弦響藹中華」と。また「援琴起何調、幽蘭與白雪、絲管韻未成、莫使弦響絶」と。
- 梁州には兵糧の和糴があり、和糴は横領され放題であったが、鹿悆はひとり取ることはなかった。元子直が取るよう命じたが、鹿悆はその命に従わなかった。
- 豫章王蕭綜が北魏に帰順する意志を示したため、鹿悆が徐州に派遣された。蕭綜の軍主の程兵潤に止められて詰問されると、鹿悆は臨淮王元彧の使者で交易を望んでいると主張した。蕭綜は鹿悆が捕らえられたと聞くと、元略に謀反の疑惑があり、その調査のために北魏に派遣した人物だと成景儁らに説明した。蕭綜は腹心の梁話を派遣して鹿悆を迎えて密談した。

## 伝記資料
- 『魏書』巻79 列伝第67
- 『北史』巻46 列伝第34